# Сан-Хуан-де-лос-Лагос
Сан-Хуан-де-лос-Лагос (ісп. San Juan de los Lagos) — місто і муніципалітет у Мексиці, входить до штату Халіско. Населення 43 003 особи.

## Історія
Місто засновано 1663 року.